# 우키시마촌 (시즈오카현)
우키시마촌(浮島村)은 시즈오카현의 동부, 슨토군에 속해있던 촌이다. 현재의 누마즈시, 후지시에 해당한다.

## 역사
- 1889년 4월 1일 - 정촌제 시행에 의해 슨토군 우키시마촌이 성립하였다.
- 1955년 4월 29일 - 하라정 및 우키시마촌이 합병해, 새로운 하라정이 성립하였다.
- 1956년 4월 1일 - 하라정의 지역 중 사카이, 후나즈 및 니시후나즈 지역이 요시하라시에 편입되었다.

## 참고문헌
- 角川日本地名大辞典 22 静岡県